# Taller Masriera
El Taller Masriera es un edificio de estilo neoclásico ubicado en el distrito del Ensanche de Barcelona. Fue construido en 1882 por José Vilaseca y Casanovas como atelier para los hermanos pintores y orfebres José y Francisco Masriera.
Está catalogado como Bien Cultural de Interés Local en el Catálogo del Patrimonio Cultural catalán, con el código 08019/1380.

## Historia

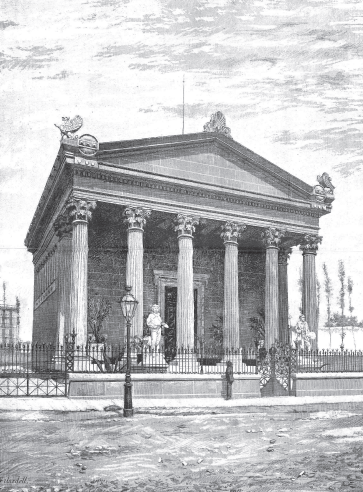
Aspecto del edificio en sus orígenes.

El taller fue un encargo de los hermanos José y Francisco Masriera a José Vilaseca, quien diseñó un templo anfipróstilo, inspirado en modelos como el Templo de Augusto de Barcelona o la Maison Carrée de Nimes. Construido en 1882, fue una de las primeras edificaciones del Ensanche, siendo en su origen un edificio aislado, de planta rectangular, rodeado de jardín. En sus primeros años funcionó taller de pintura, escultura y orfebrería, albergando además la importante colección de arte que atesoraban los Masriera.
Lluís Masriera heredó la finca en 1912 a la muerte de su padre, José Masriera, y llevó a cabo importantes ampliaciones, entre las que destacan la adición de dos naves laterales en 1913. Gran aficionado a las artes escénicas, construyó en el interior el Teatro Studium, inaugurado en 1932.
En los años 1950 se convirtió en convento para la congregación de la Pequeña Compañía del Corazón Eucarístico de Jesús, que lo ocuparon hasta 2009, cuando lo cedieron a la Fundación Pere Relats. Desde entonces el edificio permanece vacío y sin uso.